# Komfortzone

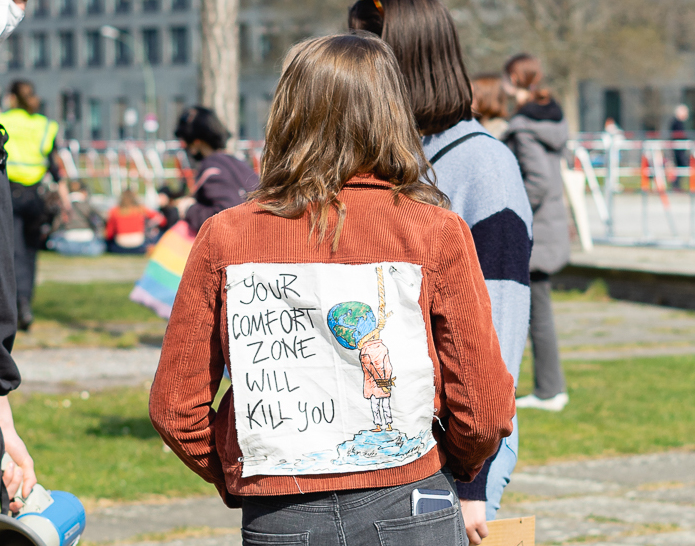
Klimastreik-Demonstrantin mit Slogan „Your comfort zone will kill you“ („Eure Komfortzone wird euch umbringen“), Berlin 2022

Das Schlagwort Komfortzone beschreibt einen individuellen Bereich des privaten oder gesellschaftlichen Lebens, der durch Entspannung, Bequemlichkeit, Wohlbefinden, Behaglichkeit und Risikofreiheit geprägt ist. Das Wort wird alltagssprachlich oft abwertend gebraucht, der Ausdruck „Verlassen der Komfortzone“ ist dagegen positiv konnotiert.

## Definition
Die Psychiaterin Judith Bardwick beschreibt Komfortzone als einen angst-neutralen Verhaltenszustand einer Person; dabei bezieht sie sich auf das Yerkes-Dodson-Gesetz.
Brené Brown hingegen formuliert folgende Definition:

„Where our uncertainty, scarcity and vulnerability are minimized – where we believe we’ll have access to enough love, food, talent, time, admiration. Where we feel we have some control. When we get into times of social, political or financial instability, our comfort zones get smaller. [The more afraid we are] the more impenetrable our comfort zones buffers become.“

„Wo unsere Unsicherheit, Knappheit und Verletzlichkeit minimiert werden – wo wir glauben, dass wir Zugang zu genug Liebe, Essen, Talent, Zeit und Bewunderung haben werden. Wo wir das Gefühl haben, etwas Kontrolle zu haben. Wenn wir in Zeiten sozialer, politischer oder finanzieller Instabilität geraten, werden unsere Komfortzonen kleiner. [Je mehr Angst wir haben,] desto undurchdringlicher werden die Puffer unserer Komfortzonen.“